# Arrah (underprefektur)
Arrah är en underprefektur i Elfenbenskusten. Den ligger i departementet med samma namn, i den sydöstra delen av landet, 150 km öster om huvudstaden Yamoussoukro.